# Courtney (cràter)
Courtney és un diminut cràter d'impacte (amb tan sols 1 km de diàmetre) del Mare Imbrium, una mar lunar situadat al quadrant nord-oest de la Lluna. Es troba a uns dos diàmetres al nord-oest del molt més gran cràter Euler, en un tram aïllat de la mar.
Altres elements que envolten Courtney són el cràter Diophantus al nord-oest, Kavantu al nord-nord-est, els cràters Jehan i Natasha al sud, i Brayley al sud-oest.

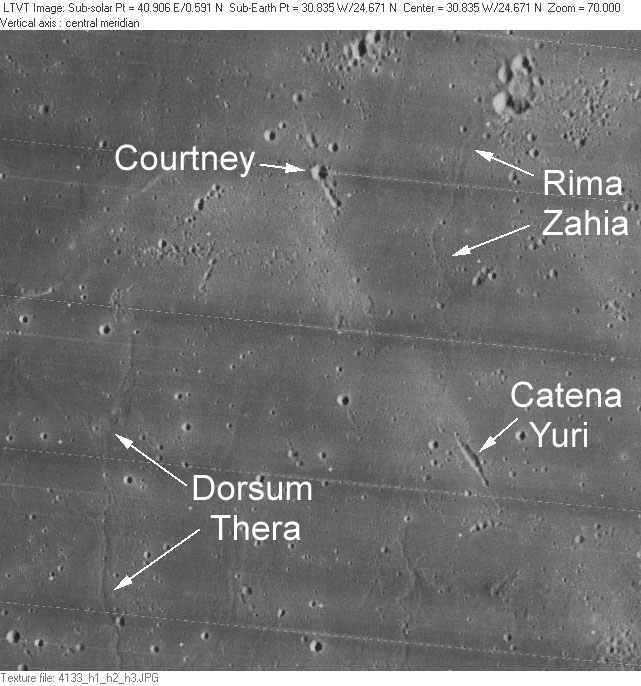
Localització de Courtney (centre superior de la imatge)

La superfície fosca en aquesta regió es caracteritza pel material del sistema de marques radials d'Euler.
El cràter té forma de copa circular i apareix lleugerament erosionat. L'interior és cobert per nombrosos cràters petits.